# Нелепин, Рональд Аполлонович
Нелепин Рональд Аполлонович (20.09.1928 — 17.01.2008) — советский и российский военный инженер-механик, учёный в области системы управления и прикладной математики, доктор технических наук, профессор, заслуженный деятель науки и техники Российской Федерации (РСФСР), член Союза писателей России, Секретарь правления Союза писателей (по Ленинградской области), член Союза художников России, капитан 1 ранга.

## Биография
Рональд (при крещении Роман) Аполлонович Нелепин родился 20 мая 1928 года в Москве в семье служащих. Родители: отец — Аполлон Ильич и мать — Антонина Николаевна переехали в Москву из города Петропавловска (Казахская АССР) после избрания отца в ЦК ВЛКСМ.
В 1944 году, после окончания школы, Рональд Нелепин пошел работать на оборонный завод. В 1946 году поступил Высшее военно-морское инженерное училище имени Ф. Э. Дзержинского. Был Сталинским стипендиатом. В 1951 году окончил училище с золотой медалью по специальности «инженер-механик корабельной службы». С 1951 по 1954 год служил офицером электро-механической части на эсминце «Проворный» Балтийского флота, на котором испытывался ускоритель качки в штормовых условиях.
В 1954—1957 годах обучался в адъюнктуре. С 1957 по 1976 год преподавал в Высшем военно-морском инженерном училище имени В. И. Ленина. Поставил и читал впервые в училище курсы «Теория автоматического управления», «Электронные вычислительные машины и программирование» и др. В 1958 году защитил кандидатскую, а в 1966 году — докторскую диссертации, обе — по теории нелинейных систем управления с приложениями результатов к автоматизации кораблей. В 1967 году назначен начальником кафедры автоматики училища. В 1969 году принимал участие в создании факультета прикладной математики — процессов управления (ПМ-ПУ) в Ленинградском государственном университете (ныне факультет прикладной математики — процессов управления Санкт-Петербургского государственного университета).
В 1976 году уволен в запас в звании капитана 1-го ранга. С 1976 по 1982 год — заведующий кафедрой судовой автоматики и измерений Ленинградского кораблестроительного института, руководил научным семинаром под эгидой Научно-технического общества судостроителей имени академика А. Н. Крылова. Этот семинар занимался вопросами математической теории устойчивости, теории автоматического регулирования и автоматизации как на водном транспорте, так и в судостроительном производстве. В 1982—1993 годах — заведующий кафедрой теории систем управления Ленинградского государственного университета.
В 1991 году был избран Членом-корреспондентом Российской академии транспорта, в 1992 году — Почётным членом Международного научно-технического общества судостроителей, 26 октября 1993 году ему присуждено звание «Заслуженный деятель науки и техники Российской Федерации»
Умер Нелепин Рональд Аполлонович 17 января 2008 года.

## Научная деятельность
- Обобщил основные результаты в области нелинейных систем управления на основе методологии школы академика А. А. Андронова (метод точечных отображений)[1].
- Создал новую методологию (метод сечений пространства параметров), позволяющую выполнять анализ и синтез нелинейных систем автоматического управления произвольно высокого порядка с бесконечнозначными и разрывными нелинейностями на основе точного аналитического исследования. Результаты теоретических исследований получили применение при управлении подвижными объектами и технологическими процессами[1].
- Подготовил 50 кандидатов и 8 докторов наук. В числе его учеников — профессор СПбГУ А. М. Камачкин, начальник Военно-морского инженерного института контр-адмирал Ю. М. Халиуллин и др[1].
- Опубликовал 357 научных работ, из них 60 книг (монографии, учебники, учебные пособия), 17 зарубежных публикаций, был автором 12 изобретений[3].

### Основные научные публикации
- Нелепин Р. А. Точные аналитические методы в теории нелинейных автоматических систем (с примерами из судовой автоматики). — Л.: Судостроение, 1967. — 447 с.
- Нелепин Р. А., Соболев Л. Г., Волков А. А. Автоматизация морских судов. — Л.: Судостроение, 1983. — 78 с.
- Нелепин Р. А. Автоматическое управление судовыми энергетическими установками: Учеб. для вузов по спец. «Судовые силовые установки», «Автоматизация теплоэнерг. процессов». — Л.: Судостроение, 1986. — 294 с.
- Нелепин Р.А, Камачкин А. М., Туркин И. И., Шамберов В. Н. Алгоритмический синтез нелинейных систем управления. — Л.: ЛГУ, 1990. — 237 с.

## Творчество
Р. А. Нелепин был всесторонне одарённым человеком, он известен как писатель, поэт и художник.
В 1995 году был опубликован его фундаментальный труд, изданный в двух томах, «История казачества». За эту работу он был удостоен Всероссийской литературной премии им. Н. М. Карамзина (1997). «История казачества» была признана лучшей среди аналогичных изданий, после чего профессора не только приняли в казаки, но и даже присвоили звание полковника казачьих войск России (с правом ношения формы, погон и оружия)
Р. А. Нелепин являлся автором десяти поэтических книг, был лауреатом Всероссийской премии в честь 200-летия со дня рождения А. С. Пушкина. Стихи Р. А. Нелепина были включены в книгу, где собрана избранная лирика поэтов России, начиная с конца XVIII в. С 1996 г. Р. А. Нелепин являлся Секретарём правления Союза писателей (по Ленинградской области).

### Опубликованные произведения Р. А. Нелепина
- Нелепин Р. А. История казачества. В двух томах.. — СПб.: Православная Русь, 1995. — Т1 — 560 с.,Т2 — 717 с. — ISBN 5-7716-0001-6.

Поэзия:
- Жизнь моя. Избранные стихотворения с авторскими заметками и извлечением из домашнего архива. — СПб.: Судостроение, 1998. — 311 с.
- Царскосельская муза // Альманах / Союз писателей России. Ленингр. обл. орг., Под ред. Р. А. Нелепина. — СПб., Пушкин.: СПбУ, 1999. — 10 с.
- Царскосельская муза // Реквием Есенину. Венок сонетов. — СПб.: Православная Русь, 1999. — 10 с.
- Владимир Зубов. Поэма. — СПб.: Православная Русь, 2000.
- Уходят в поход субмарины. Стихотворения. — СПб.: Православная Русь, 2000. — ISBN 5-7716-0029-6.
- Илья и Алёна. Поэма. — СПб.: Православная Русь, 2005—2006.
- В бескрайних просторах вселенной. — СПб.: Барс, 2006. — ISBN 5-7716-0040-7.
- Воспоминания о пережитом: в 3 частях. — СПб.: Православная Русь, 2005-2006. — ISBN 5-7716-0040-7.
- Бегут, бегут земные дни. Стихотворения. — СПб.: Барс, 2006. — ISBN 5-7716-0047-4.
- Александр Суворов. Поэма. — СПб.: Барс, 2006. — ISBN 5-8460-00-85-1.

С 1994 года Р. А. Нелепин — член Союза художников России. Он автор более 200 пейзажей маслом, которые находятся в коллекциях России, Германии, Франции, Нидерландов и других стран, Он был лауреатом Всероссийской художественной выставки «50 лет Победы». В 2000 года он был избран академиком секции живописи Петровской академии наук и искусств.
Р. А. Нелепин участник многих профессиональных художественных выставок в Манеже и в залах Союза художников, таких как «Я люблю тебя, ленинградская земля!», весенние и осенние выставки петербургских художников, выставки ветеранов Великой Отечественной войны, тематические выставки — «Люблю тебя, Петра творенье», «50 лет снятия блокады Ленинграда», «50 лет Великой Победы», «Морская — 96» и многих других. Его персональные выставки проходили в Доме учёных им. Горького, во Дворце студентов ЛГУ в Петродворце, в Пушкине.

## Награды и почётные звания
Р. А. Нелепин награждён 16 медалями СССР и России, среди них две медали «За боевые заслуги», медали «За воинскую доблесть», «Ветеран Вооружённых Сил» и др.
- Заслуженный деятель науки и техники Российской Федерации (1993),
- Член-корреспондент Российской академии транспорта (1991),
- Почётный член Международного научно-технического общества судостроителей (1992).
- Академик Международной Славянской академии,
- Академик Петровской Академии наук и искусств,
- Академик Российской академии транспорта,
- Академик Казачьей академии,
- Лауреат Всероссийской литературной премии им. Н. М. Карамзина (1997),
- Лауреат Всероссийской премии в честь 200-летия со дня рождения А. С. Пушкина
- Лауреат Всероссийской выставки «50 лет Победы»[1]